# 阿汉峇峇
阿汉峇峇（1962年10月6日—），马来西亚政治人物，曾经为巫统柔佛东南镇的国会议员，兼任柔佛州巫统宣传主任。2008年至2013年期间，曾任东南镇属下的巴西拉惹州议员。此外，他也是吉隆坡大学皇家医学学院主席。

## 早期生活
阿汉峇峇于1987年在马来亚大学毕业，并获得了医学和外科学士学位（MBBS）。毕业后，他于1988年至1990年在麻坡、新山和居銮等地的医院担任医疗人员。从1990年至今担任私营部门的医生。他拥有一家名为阿汉诊所私人有限公司（Klinik Adham Sdn Bhd）的私人诊所，并设有18个分支机构。
从2013年到2018年，在政府相关公司担任过多个高级职务，其中包括吉隆坡大学（UniKL）专业主席。2010年至2015年担任吉隆坡大学医疗服务私人有限公司的董事长。

## 政治生涯
2004年，阿汉峇峇当选为东南镇的国会议员，直到2008年，他被任命为高等教育部秘书。2008年，阿汉峇峇当选为巴西拉惹州议员，直到2018年。之後，在2018年舉行的第14届大选中，阿汉峇峇第二次竞选东南镇国会席位，并赢得席位。
2019年10月，政坛传出“保马行动”，阿汉峇峇与其他5名巫统国会议员力挺时任首相马哈迪·莫哈末做满任期。
2020年3月9日，他被首相慕尤丁任命为卫生部长，任命时马来西亚发生2019冠狀病毒病大流行；由于他上任初期存在不少争议，因此卫生部对于COVID-19的应对措施主要是由卫生总监诺希山对外讲解。同年11月，砂拉越民都鲁国会议员张庆信在国会下议院批评诺希山未自到疫区抗疫，更直言诺希山就是「怕死」，阿汉峇峇在该课题上一直保持沉默，并没有为其部下辩护，引起民主行动党日落洞国会议员雷尔批评他此举是在逃避责任，将卫生部问题推给部下来回应。

## 争议事件

### 15个州属论
2020年3月19日，阿汉峇峇在卫生部举行的记者会上，汇报各州或联邦直辖区的2019冠狀病毒病疫情确诊病例时称：「我要汇报哪个州属有最多的（确诊病例），共有15个州属。」他的言论引发网民热议，因为马来西亚实际上只有13个州属和3个联邦直辖区。

### 热水预防冠状病毒的传播
2020年3月19日，阿汉峇峇在马来西亚电视台的节目中建议公众喝热水预防COVID-19感染，称热水可将病毒冲入胃部，胃酸能杀死病毒。他的言论被医学专家和社交媒体用户质疑，医生努尔·阿马利纳批评此说法缺乏科学依据。前卫生部副部长李文材也指出，呼吸道和消化道是两个不同的管道，喝温水无法杀死病毒。世界卫生组织（WHO）也反驳了此说法，指出保持水分虽然对健康重要，但并不能预防病毒感染。

### “500个国家”的言论
2020年4月18日，阿汉峇峇在与巫统主席阿末扎希的直播会议上提到，他曾与“500个国家”的代表进行视频会议，意图展示其作为卫生部长的成就。但实际上，全球只有不到200个国家，他因此遭到嘲讽。次日，他澄清实际参与者是来自50个国家的500名代表。

### 涉贪调查
2020年5月11日，阿汉峇峇领导的卫生部被指与其私人诊所有关联的公司获得3000万令吉的采购合同，引发马来西亚反贪污委员会调查。非政府组织反贪污及朋党主义中心（C4 Center）对此质疑，阿汉峇峇可能与该公司存在利益关系。阿汉峇峇否认相关指控，声称这些指控是恶意诬告，并向C4 Center发出律师函，要求公开道歉和赔偿。

### “西班牙苍蝇”口误事件
2021年4月2日，阿汉峇峇在博特拉大学的一次活动中提到1918年流感大流行时错误地将“西班牙流感”说成“西班牙苍蝇”（Spanish fly），该词实际是指一种催情剂。这一口误被网民广泛传播，并引发批评。前首相马哈迪·莫哈末对此调侃阿汉峇峇，认为作为一名专业医生应知两者的区别。

### 文告内容被批具歧视性
2021年6月23日，阿汉峇峇发布了一则文告，回复马来西亚公共卫生医学协会和马来西亚伊斯兰医生协会的请求，呼吁政府审查招聘和安置新委任的医学毕业生在卫生部的工作。文中提到：“该项审查的建议被提出，是为了确保医学毕业生，尤其是土著能够获得固定服务职位，减少我国医学领域的失业率。”
此文告引发争议，马来西亚医药协会主席苏巴玛廉教授对此进行了批评，认为该文案具有歧视性，并且侮辱了所有在疫情期间为国家努力服务的医生。他指出，任何基于种族或宗教的偏见都不应该成为医学毕业生评估的标准，呼吁医疗专业人员应该以平等和公平的方式对待每一位医生，不论其种族、宗教或其他背景。此外，马来西亚社会沟通中心等多个组织也对这则文告提出反对意见，认为这是对医疗职业的羞辱，并且呼吁卫生部必须摒弃任何形式的种族或宗教歧视。